# Ле-Мутье-ан-Ож
Ле-Мутье́-ан-Ож (фр. Les Moutiers-en-Auge) — коммуна во Франции, находится в регионе Нижняя Нормандия. Департамент коммуны — Кальвадос. Входит в состав кантона Морто-Кулибёф. Округ коммуны — Кан.
Код INSEE коммуны — 14457.

## Население
Население коммуны на 2010 год составляло 120 человек.
| 1962 | 1968 | 1975 | 1982 | 1990 | 1999 | 2010 |
| ---- | ---- | ---- | ---- | ---- | ---- | ---- |
| 168  | 142  | 134  | 115  | 126  | 121  | 120  |

## Экономика
В 2010 году среди 77 человек трудоспособного возраста (15—64 лет) 56 были экономически активными, 21 — неактивными (показатель активности — 72,7 %, в 1999 году было 60,8 %). Из 56 активных жителей работали 53 человека (30 мужчин и 23 женщины), безработных было 3 (1 мужчина и 2 женщины). Среди 21 неактивных 6 человек были учениками или студентами, 7 — пенсионерами, 8 были неактивными по другим причинам.